# Княжий (ландшафтний заказник)
Княжий — ландшафтний заказник місцевого значення в Україні. Об'єкт природно-заповідного фонду Житомирської області. Пам'ятка знаходиться на території Ольшанського лісництва Романівського лісгоспу.
Площа 17,9 га. Статус надано згідно з рішенням 20 сесії 8 скликання Житомирської обласної ради від 20.06.2024 року №767. 
Пріоритетом охорони в заказнику є природний комплекс долини річки Случ, охорона видів рослин та тварин занесених до Червоної книги України. 
Тут поширений підсніжник білосніжний (або підсніжник звичайний), росповсюджені такі види комах, як дукачик непарний та мнемозина.

## Галерея

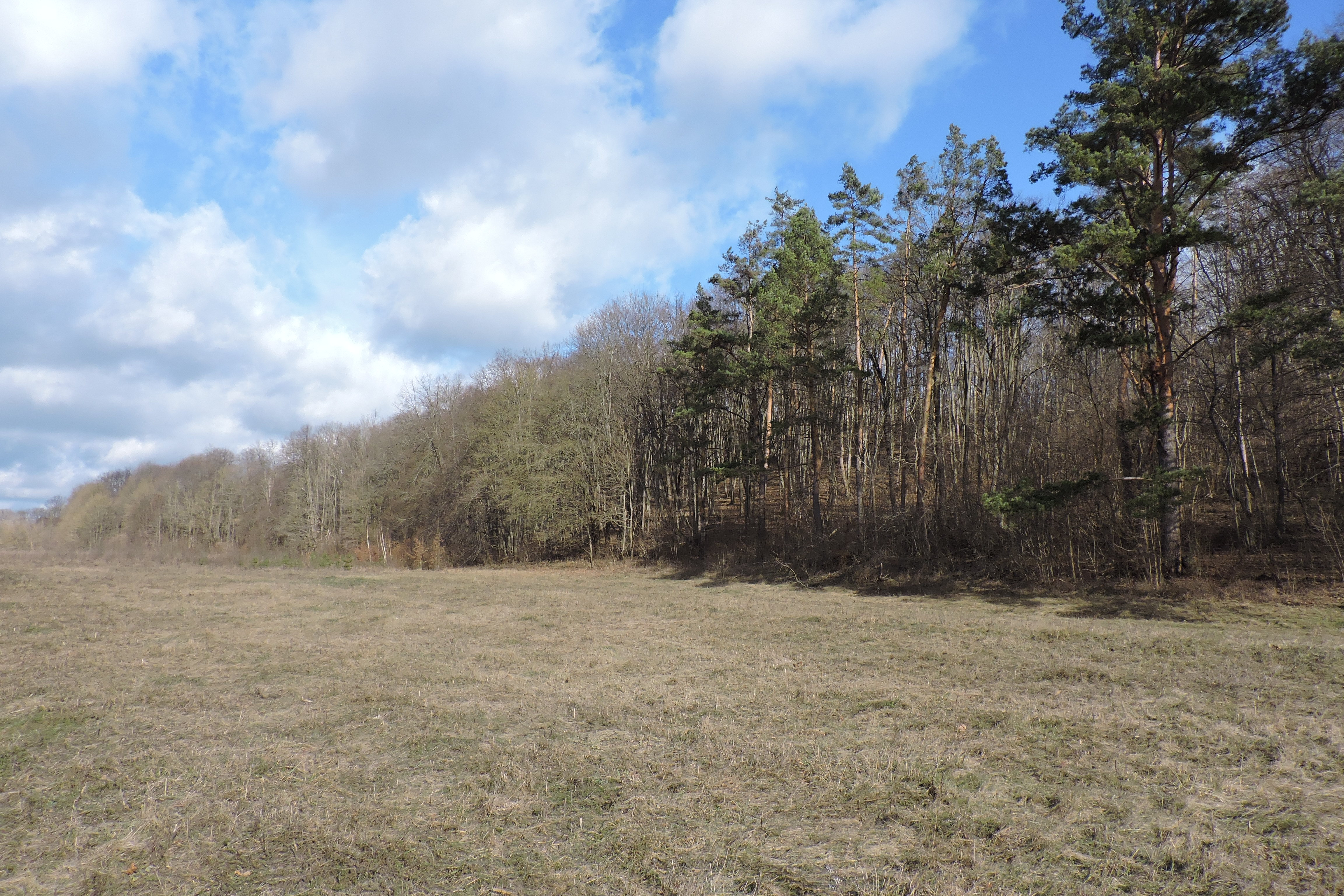
Вигляд на лісовий масив з боку р.Случ
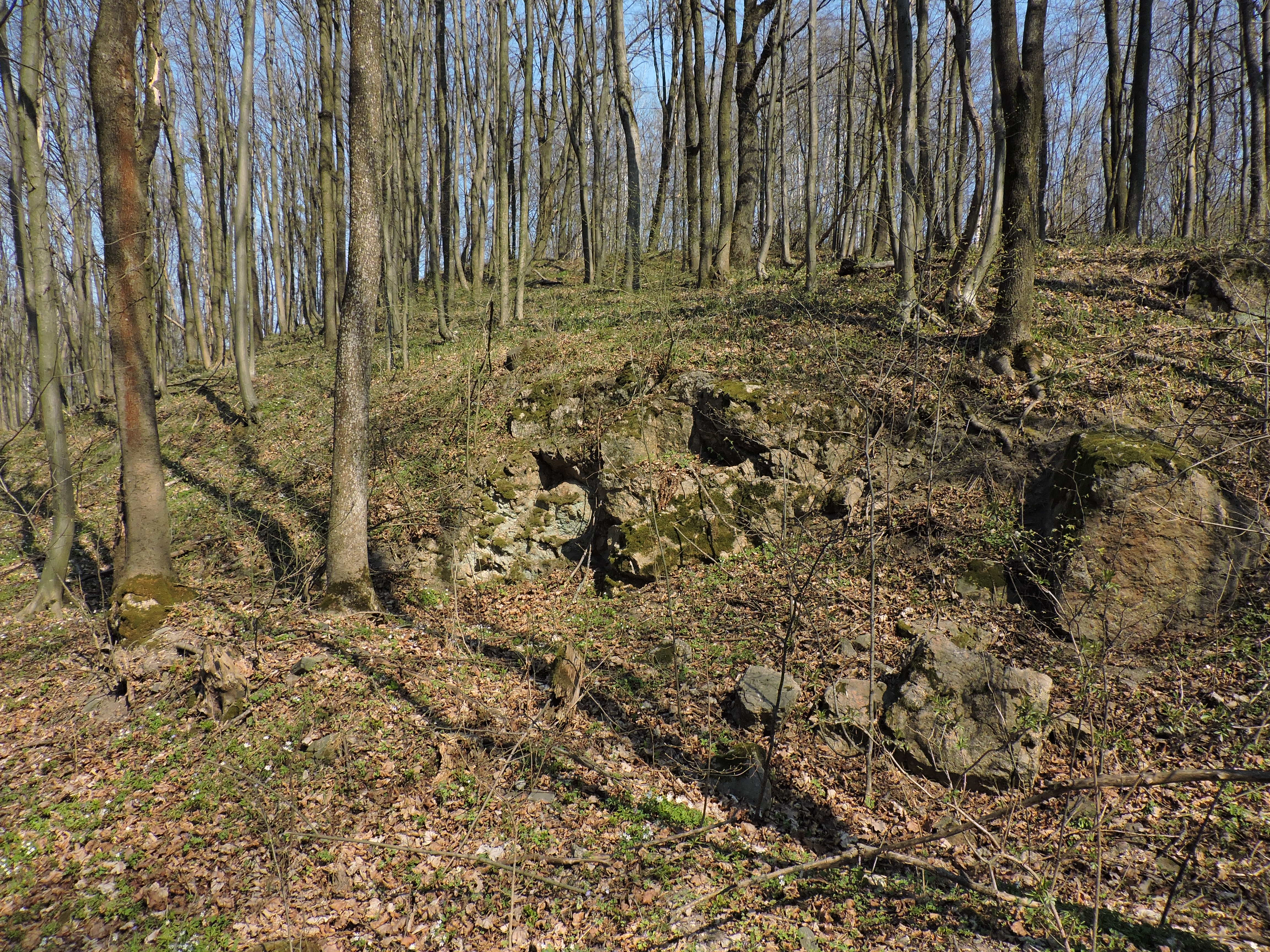
Виходи на поверхню гірських порід
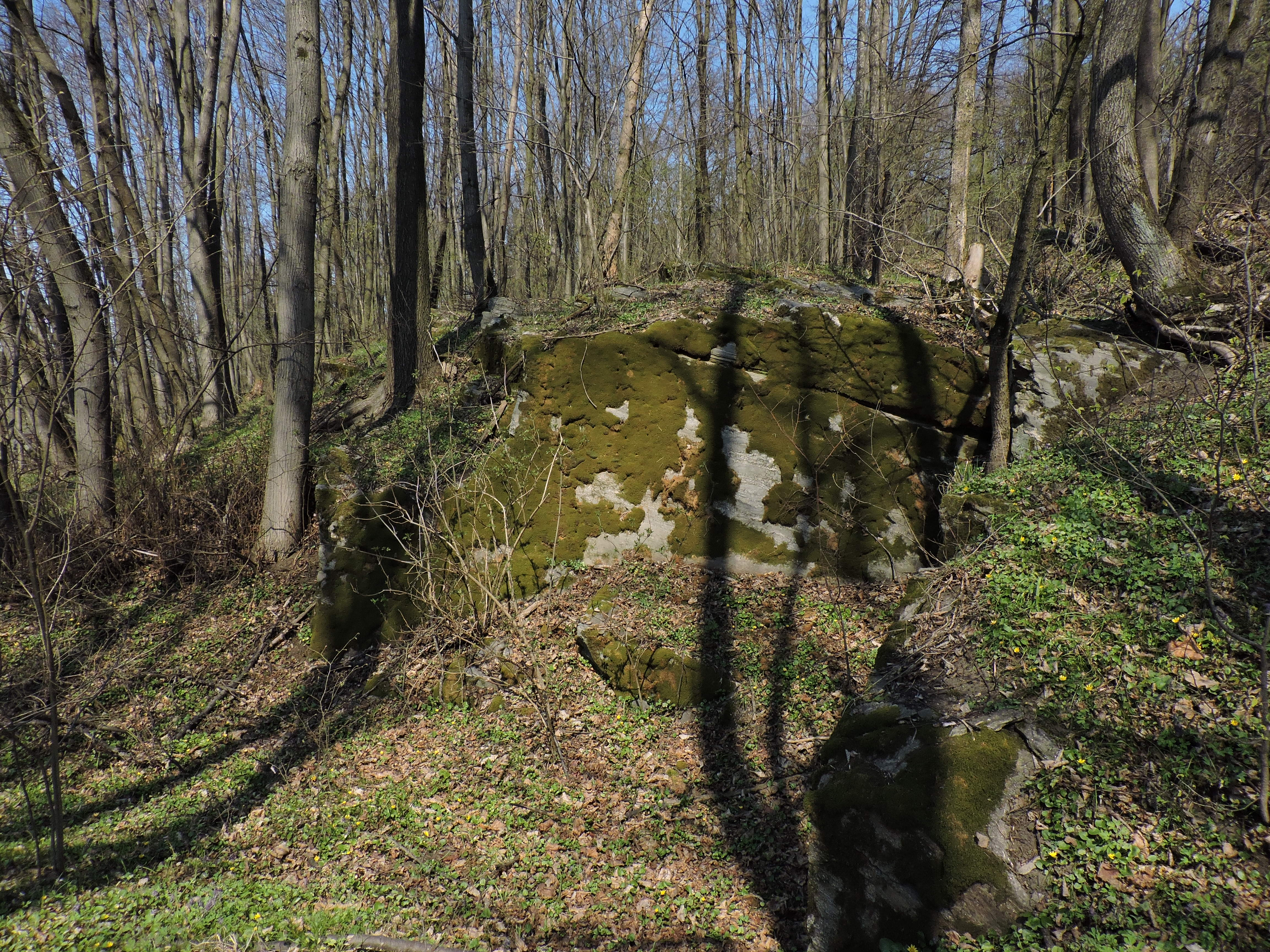
Виходи на поверхню гірських порід
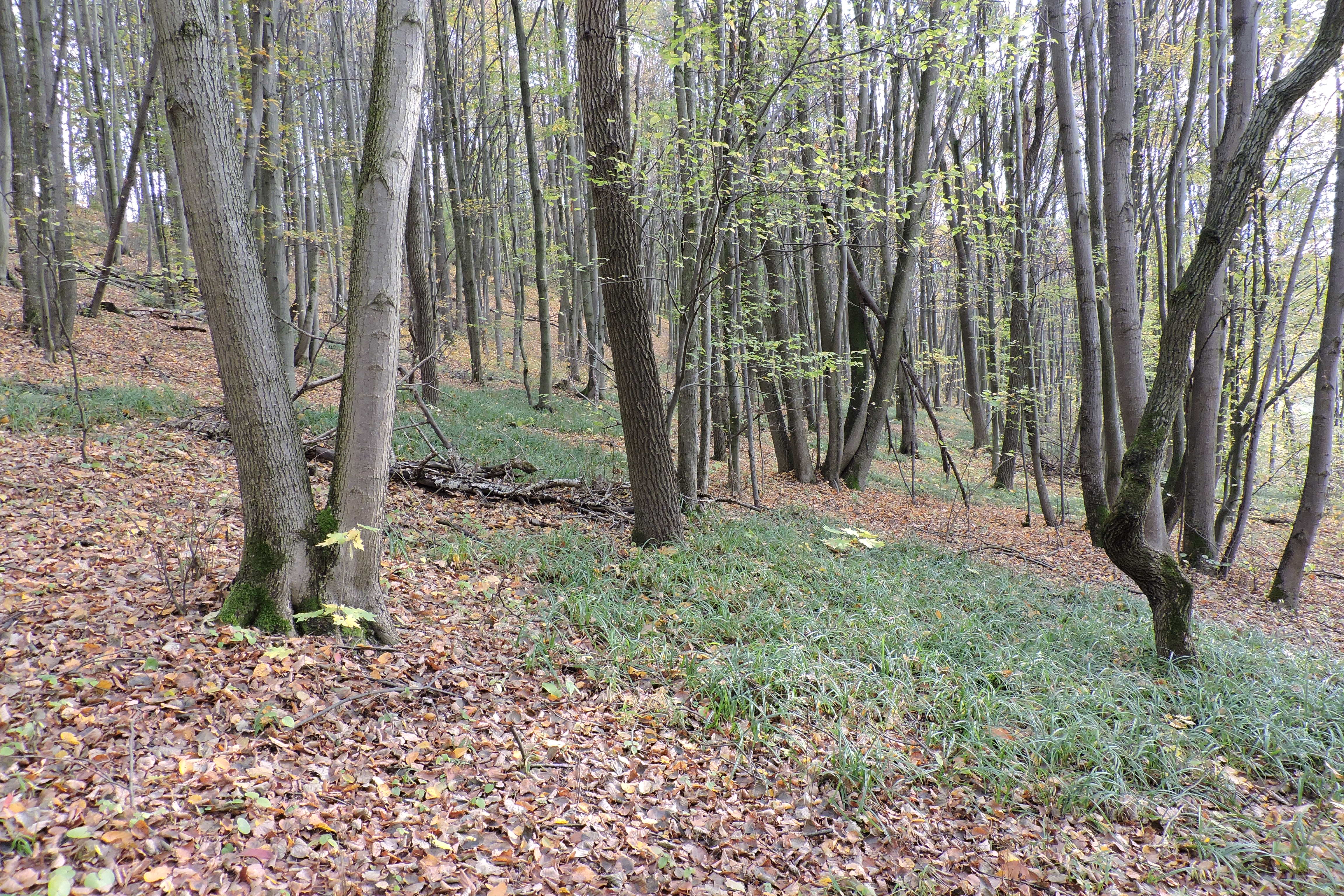
Грабово-липовий ліс на схилі